# Amylosporus
Amylosporus is een geslacht van schimmels behorend tot de familie Bondarzewiaceae. De typesoort is Amylosporus graminicola.

## Soorten
Volgens Index Fungorum bevat het geslacht de volgende twaalf soorten (peildatum augustus 2023):
| Soortnaam                 | Auteur(s)                                                 | Publicatiejaar |
| ------------------------- | --------------------------------------------------------- | -------------- |
| Amylosporus annosus       | Y.C. Dai, P. Du & X.H. Ji                                 | 2019           |
| Amylosporus auxiliadorae  | Drechsler-Santos & Ryvarden                               | 2016           |
| Amylosporus bracei        | (Murrill) A. David & Rajchenb.                            | 1985           |
| Amylosporus campbellii    | (Berk.) Ryvarden                                          | 1977           |
| Amylosporus casuarinicola | (Y.C. Dai & B.K. Cui) Y.C. Dai, Jia J. Chen & B.K. Cui    | 2015           |
| Amylosporus daedaliformis | G.Y. Zheng & Z.S. Bi                                      | 1987           |
| Amylosporus efibulatus    | (I. Lindblad & Ryvarden) Y.C. Dai, Jia J. Chen & B.K. Cui | 2015           |
| Amylosporus guaraniticus  | Campi & Robledo                                           | 2017           |
| Amylosporus rubellus      | (Y.C. Dai) Y.C. Dai, Jia J. Chen & B.K. Cui               | 2015           |
| Amylosporus ryvardenii    | Stalpers                                                  | 1996           |
| Amylosporus sulcatus      | F.C. Huang & Bin Liu                                      | 2018           |
| Amylosporus wrightii      | Rajchenb.                                                 | 1983           |